# كيانو ريفز
كيانو تشارلز ريفز (من مواليد 2 سبتمبر 1964) ممثل كندي من أصول ألمانية،  ونشأ في تورونتو. ظهر لأول مرة في المسلسل التلفزيوني الكندي هانجين إن (1984)، قبل أن يظهر لأول مرة في فيلمه الطويل دماء شابة (1986). حقق ريفز شهرة واسعة لدوره في فيلم الخيال العلمي الكوميدي مغامرة بيل وتيد الممتازة (1989)، واستمر في تصوير الشخصية في بعض الأعمال اللاحقة. حصل على الثناء لأداءه المميز في الدراما المستقلة بلدي الخاصة أيداهو (1991) وأثبت نفسه كبطل أكشن بأدوار قيادية في أفلام نقطة فاصلة (1991) وسرعة (1994) وسلسلة أفلام الاكشن جون ويك الشهير ب DODZY

## نشأته
ولد في لبنان لأب أمريكي يحمل أصول أوروبية من بينها برتغالية وإسكتلندية وإنكليزية وفرنسية وهولندية ويحمل كذلك أصول صينية. واسمه سامويل نولين ريفز وامه بريطانية باتريكا راقصة استعراضية ولديه أيضًا أخت شقيقة تدعى كيم، العلاقة بين والديه لم تكن مستقره فتم الطلاق ورحل الأب إلى هاواي ولم يرى ابنه كيانو إلا مرة واحدة وكان عمره ثلاثة عشر، انتقل كيانو وأخته وأمه إلى نيويورك وتزوجت أمه هناك من منتج يدعى بول أرون، ومن ثم سافروا إلى تورنتو وأخذ كيانو الجنسية الكندية التي لازالت لديه ولكن بعدها تم الطلاق أيضًا وتزوجت أمه مرتان الأول روبرت ميللر الذي انجبت منه الأخت غير الشقيقة لكيانو كارينا 1976 وبعدها من جاك بوند مالك صالون لتصفيف الشعر وأيضا تم الطلاق وتعمل أمه حاليا في مجال تصميم الأزياء اما والده فقد سجن بتهمة حيازة المخدرات وأفرج عنه في منتصف 1996.

## حياته الشخصية

### العائلة والعلاقات العاطفية
يحق لريفز الحصول على الجنسية البريطانية عبر والدته، وهو يحمل الجنسية الكندية بالتجنس ويُعرّف عن نفسه على هذا الأساس.
أنجبت جينيفر سيم، صديقة ريفز بعد ثمانية أشهر من حملها آفا آرتشر سيم ريفز، في 24 ديسمبر من عام 1999، ولكن آفا وُلدت ميتة. أدى الضغط الذي فرضته هذه الحادثة على علاقتهما إلى انفصالهما بعد عدة أسابيع. تعرضت سيمي في 2 أبريل عام 2001، لحادث سيارة عندما كانت تقود بمفردها في شارع كواهينغا، حيث اصطدمت بثلاث سيارات متوقفة وانقلبت عدة مرات ورُميت من سيارتها. اعتقدت السلطات أنها توفيت على الفور، وبحسب ما ورد في التحقيق، كانت جينفر تعاني من الاكتئاب وعثروا في سيارتها على اثنين من العقاقير الموصوفة لها. لجأ ريفز الذي كان من المقرر أن يبدأ تصوير سلسلة ماتريكس بشكل متتابع خلال فصل الربيع التالي، إلى «السلام والوقت»، بحسب صديقه بريت دومروز عازف الإيتار في فرقة الروك البديل دوغستار.
في عام 2008، واعد ريفز عارضة الأزياء والممثلة تشاينا تشاو لفترة وجيزة. قابل ريفز الفنانة ألكسندرا غرانت في عام 2009 خلال حفل عشاء، أصبحا صديقين وشرعا في التعاون معًا لإصدار كتاب.

### ديانته ووجهات نظره الأخرى
على الرغم من وصفه غالبًا على أنه بوذي أو ملحد، إلى جانب ذكره في قائمة «الملحدين المشهورين»، ريفز شخص غير متدين وأعرب في بعض الأحيان عن إيمانه بالله أو بأي قوة أعلى أخرى، موضحًا إيمانه بالله والشيطان وهذا لا يعني «امتلاكهما بالضرورة للحية بيضاء طويلة وشوكة الشر». سُئل في عام 2013 عما إذا كان شخصًا روحيًا، فأجاب ضاحكًا بأنه يؤمن «بالله والإيمان والإيمان الداخلي، والنفس، والشغف والأشياء» وأنه «روحاني للغاية» و«كريم للغاية». كان ريفز متحفظًا بشكل عام بشأن معتقداته الروحية، قائلًا إنها شيء «شخصي وخاص». عندما سأله ستيفن كولبير عن رأيه بشأن ما سيحدث بعد الموت، أجاب ريفز: «أعرف أن الأشخاص الذين يحبوننا سيفتقدوننا».
يصدق ريفز نظرية أوكسفورد عن الكاتب شكسبير، التي مفادها أن أعمال ويليام شكسبير كتبها إدوارد دي فير، الإيرل السابع عشر لأكسفورد.

## قائمة بأفلامه
| العام | الفيلم                                                                             | الدور                          | ملاحظات        |
| ----- | ---------------------------------------------------------------------------------- | ------------------------------ | -------------- |
| 1985 ‏ | Letting Go                                                                         | Stereo Teen #1                 |                |
| 1985 ‏ | على بعد خطوة واحدة (بالإنجليزي: One Step Away)                                     | رون بيتري                      |                |
| 1986 ‏ | دماء شابة (بالإنجليزية: Youngblood)                                                | Heaver                         |                |
| 1986 ‏ | طيران (بالإنجليزية: Flying)                                                        | تومي                           |                |
| 1986 ‏ | Young Again                                                                        | مايك رايلي                     |                |
| 1986 ‏ | تحت التأثير (بالإنجليزية:Under the Influence)                                      | إدي تالبوت                     |                |
| 1986 ‏ | عمل انتقامي (بالأنجليزية: Act of Vengeance)                                        | مارتن                          |                |
| 1986 ‏ | حافة النهر (بالأنجليزية: River's Edge)                                             | مات                            |                |
| 1986 ‏ | Brotherhood of Justice                                                             | ديريك                          |                |
| 1986 ‏ | فتاة في تويلاند (بالإنجليزية: Babes in Toyland)                                    | جاك                            |                |
| 1988 ‏ | سجل دائم (بالأنجليزية: Permanent Record)                                           | كريس تاونسند                   |                |
| 1988 ‏ | أمير بنسلفانيا (بالإنجليزية: The Prince of Pennsylvania)                           | روبرت مارشيتا                  |                |
| 1988 ‏ | الليلة السابقة (بالإنجليزية: The Night Before)                                     | وينستون كونيلي                 |                |
| 1988 ‏ | علاقات خطرة (بالإنجليزية: Dangerous Liaisons)                                      | لو شوفالييه رافائيل دانسيني    |                |
| 1989 ‏ | المغامرة الممتازة لبيل وتيد (بالإنجليزية: Bill & Ted's Excellent Adventure)        | تيد                            |                |
| 1989 ‏ | الأبوة (بالإنجليزية: Parenthood)                                                   | تود هيغينز                     |                |
| 1990 ‏ | أنا أحبك حتى الموت (بالإنجليزية I Love You to Death)                               | مارلون جيمس                    |                |
| 1990 ‏ | Tune in Tomorrow                                                                   | مارتن لودار                    |                |
| 1991 ‏ | نقطة فاصلة (بالإنجليزية: Point Break)                                              | جوني يوتا                      |                |
| 1991 ‏ | رحلة بيل وتيد الزائفة (بالإنجليزية: Bill & Ted's Bogus Journey)                    | تيد                            |                |
| 1991 ‏ | يداهو الخاصة بي (بالإنجليزية: My Own Private Idaho)                                | سكوت فافور                     |                |
| 1991 ‏ | العناية الإلهية (بالإنجليزية: Providence)                                          | إيريك                          |                |
| 1992 ‏ | دراكول (بالإنجليزية: Bram Stoker's Dracula)                                        | جوناثان هاركر                  |                |
| 1993 ‏ | جمجمة بلا طحين (بالإنجليزية: Much Ado About Nothing)                               | دون جون                        |                |
| 1993 ‏ | بوذا الصغير (بالإنجليزية: Little Buddha)                                           | بودا                           |                |
| 1993 ‏ | بويتيك جاستيس (بالإنجليزية: Poetic Justice)                                        | Homeless Man (Uncredited)      |                |
| 1993 ‏ | Freaked                                                                            | Ortiz the Dog Boy (Uncredited) |                |
| 1993 ‏ | Even Cowgirls Get the Blues ‏                                                       | جوليان جيتش                    |                |
| 1994 ‏ | سرعة (بالإنجليزية: Speed)                                                          | جاك ترافين                     |                |
| 1995 ‏ | جوني منيمونيك (بالإنجليزية: Johnny Mnemonic)                                       | جوني                           |                |
| 1995 ‏ | نزهة في الغيوم (بالإنجليزية: A Walk in the Clouds)                                 | بول سوتون                      |                |
| 1996 ‏ | تفاعل متسلسل (بالأنجليزية: Chain Reaction)                                         | إدي كاساليفيتش                 |                |
| 1996 ‏ | شعور مينيسوتا (بالإنجليزية: Feeling Minnesota)                                     | جاكس كلايتون                   |                |
| 1997 ‏ | آخر مرة انتحرت (بالإنجليزية: The Last Time I Committed Suicide)                    | هاري                           |                |
| 1997 ‏ | محامي الشيطان (بالإنجليزية: The Devil's Advocate)                                  | كيفين لوماكس                   |                |
| 1999 ‏ | الماتريكس (بالإنجليزية: The Matrix)                                                | نيو                            |                |
| 1999 ‏ | أنا وويل (بالإنجليزية: Me and Will)                                                | Himself                        |                |
| 2000 ‏ | البدلاء (بالإنجليزية: The Replacements)                                            | شين فالكو                      |                |
| 2000 ‏ | المراقب (بالإنجليزية: The Watcher)                                                 | ديفيد ألين غريفين              |                |
| 2000 ‏ | الهبة (بالإنجليزية: The Gift)                                                      | دوني باركسدال                  |                |
| 2001 ‏ | نوفمبر الحلو (بالإنجليزية: Sweet November)                                         | نيلسون موس                     |                |
| 2001 ‏ | هاردبول (بالإنجليزية: Hardball)                                                    | كونور أونيل                    |                |
| 2003  | الماتريكس 2                                                                        | نيو                            |                |
| 2003  | الأنيماتريكس                                                                       | نيو                            |                |
| 2003  | الماتريكس 3                                                                        | نيو                            |                |
| 2003  | شيء يجب أن تمنحه(بالإنجليزية: Something's Gotta Give)                              | جوليان ميرسل                   |                |
| 2005  | قسطنطين (بالإنجليزية: Constantine)                                                 | جون قنسطنطين                   |                |
| 2005  | ثامب ساكر(بالإنجليزية: Thumbsucker)                                                | بيري ليمان                     |                |
| 2005  | إيلي باركر (بالإنجليزية: Ellie Parker)                                             | Himself                        |                |
| 2006  | منزل البحيرة (بالإنجليزية The Lake House)                                          | أليكس وايلر                    |                |
| 2006  | الماسحة الضوئية المظلمة (بالإنجليزية: A Scanner Darkly)                            | بوب أركتور                     |                |
| 2008  | ملوك الشوارع (بالإنجليزية: Street Kings)                                           | توم لودلو                      |                |
| 2008  | اليوم الذي تبقى فيه الأرض صامدة                                                    | Klaatu                         |                |
| 2009  | الحياة الخاصة لبيبا لي ‏ (بالإنجليزية: The Private Lives of Pippa Lee) ‏             | كريس نادو                      |                |
| 2010  | جريمة هنري (بالإنجليزية: Henry's Crime)                                            | هنري تورن                      |                |
| 2012  | جيل أم (بالإنجليزية: Generation Um)                                                | جون                            |                |
| 2012  | جنباً إلى جنب (بالإنجليزية: Side by Side)                                           | himself                        | هو المنتج أيضا |
| 2013  | رجل التاي تشي (بالإنجليزية: Man of Tai Chi)                                        | دوناكا مارك                    | هو المخرج أيضا |
| 2013  | 47 رونين (بالإنجليزية: 47 Ronin)                                                   | كاي                            |                |
| 2014  | جون ويك 2 (بالإنجليزية: John Wick)                                                 | جون ويك                        |                |
| 2015  | نوك نوك (بالإنجليزية: Knock Knock)                                                 | إيفان ويبر                     |                |
| 2016  | مكشوف (بالإنجليزية: Exposed) الدفعة السيئة (بالإنجليزية: The Bad Batch)            | المحقق سكوت غولبان روكويل      |                |
| 2017  | جون ويك 2 (بالإنجليزية: John Wick: Chapter 2)                                      | جون ويك                        |                |
| 2018  | نسخ متماثلة (بالإنجليزية: Replicas) وجهة الزفاف (بالإانجليزية Destination Wedding) | ويليام فوستر فرانك             |                |
| 2019  | جون ويك 3: بارابيلوم (بالإنجليزية: John Wick 3: Parabellum)                        | جون ويك                        |                |
| 2020  | بيل وتيد في مواجهة الموسيقى (بالإنجليزية Bill & Ted Face the Music)                | تيد لوجان                      |                |
| 2021  | The Matrix Resurrections                                                           | نيو                            |                |
| 2023  | جون ويك 4                                                                          | جون ويك                        |                |
| 2024  | القنفذ سونيك 3                                                                     | القنفذ شادو                    |                |